# Pile gallo-romaine d'Ordan-Larroque
La pile gallo-romaine d'Ordan-Larroque ou pile de Larroque-Mengot, ou encore pile de Peyrelongue, est une tour gallo-romaine en pierre, aussi appelée pile, située sur la commune d'Ordan-Larroque, dans le département français du Gers.
Elle mesure 12 m de haut mais sa hauteur initiale était certainement supérieure. Bien qu'aucun indice archéologique ou historique ne permette de l'affirmer directement, il s'agit sans doute, par analogie avec d'autres monuments du même type, d'un cénotaphe signalant la proximité de la sépulture d'un important personnage local.
Elle est classée comme monument historique en 1976.

## Localisation

Piles d'Ordan-Larroque et de Saint-Lary.

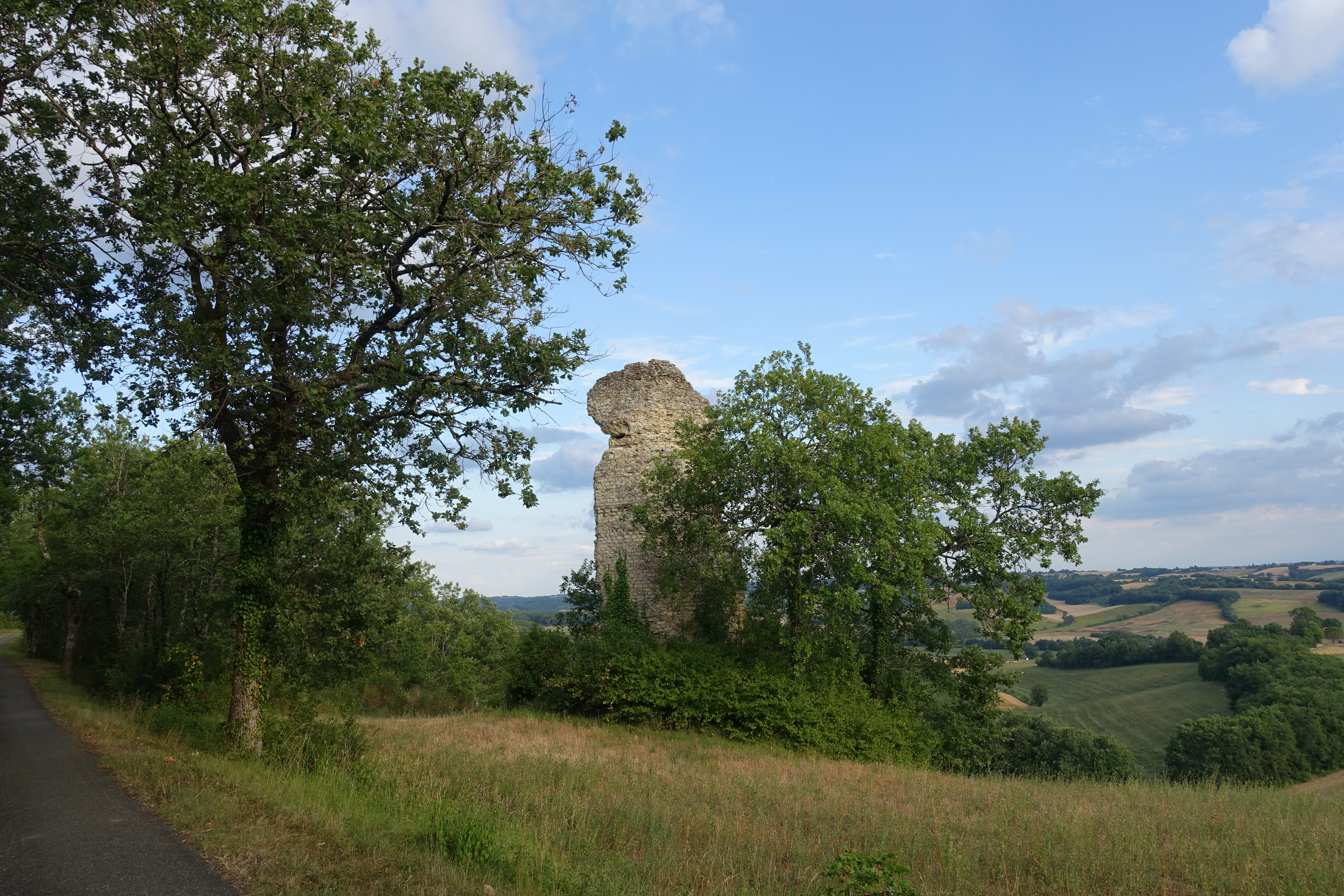
La pile d'Ordan-Larroque et la route de César.

Au nord du chef-lieu communal d'Ordan-Larroque, la pile, qui occupe le rebord d'une colline, se trouve en bordure de l'ancienne voie antique d'Elusa (Eauze) à Augusta Auscorum (Auch), appelée « route de César ». Le choix de son implantation témoigne sans aucun doute de la volonté de la mettre en évidence aux yeux des voyageurs.
Au moins deux autres piles se trouvent dans la partie nord de la commune, de part et d'autre de cette voie, ainsi qu'une troisième, un peu plus au nord, sur la commune de Saint-Lary.

## Historique
La pile est datable, comme les autres monuments analogues du Sud-Ouest, du milieu du IIe siècle mais l'absence de fouilles approfondies sur le site ne permet pas de l'affirmer.
Après qu'elle a été mentionnée sur la carte de Cassini sous le nom de « Peyrelongue » (« pierre longue », « pierre haute »), son premier signalement ne semble dater que de 1863, sans description précise et elle ne semble avoir fait l'objet d'aucune fouille archéologique même si sa base a été sapée à l'un de ses angles. Des sondages ont cependant eu lieu en 1974 ainsi qu'une prospection au sol dans les années 1990.
La pile gallo-romaine est classée au titre des monuments historiques par arrêté du 25 novembre 1976.

## Description

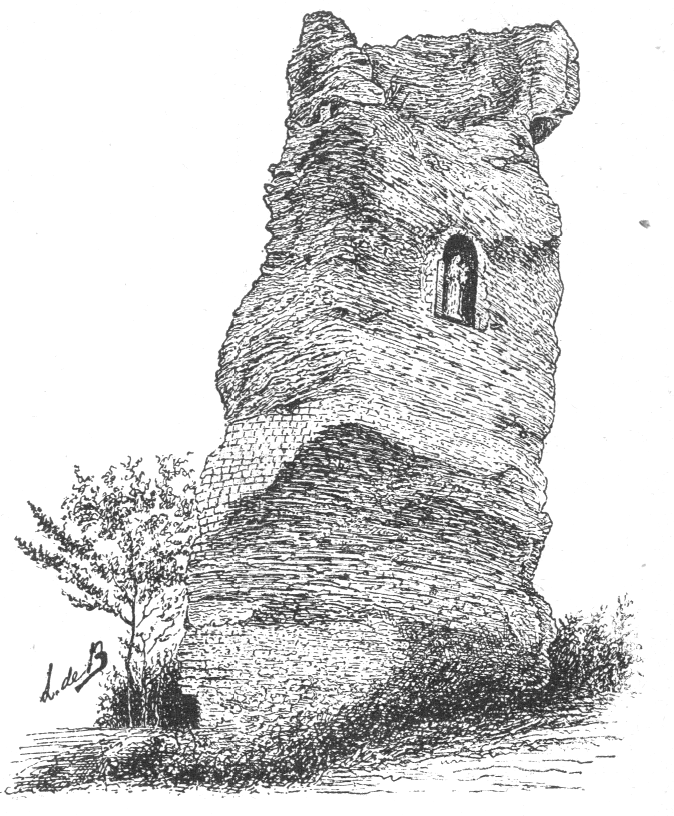
La pile vers 1898.

La tour, de plan quadrangulaire (5,10 × 3,50 m), se présente comme un bloc plein en opus caementicium revêtu d'un petit appareil régulier de moellons sur ses quatre faces. Ce parement a toutefois largement disparu, excepté sur la face nord où il est mieux préservé. Compte tenu de la déclivité du sol sur lequel elle est construite, sa hauteur varie selon ses faces ; elle atteint douze mètres au maximum et c'est l'une des plus hautes du département. Sa hauteur originelle est estimée à 15 m.
La trace d'une niche d'origine se devine sur sa face principale, tournée vers l'est ; cette niche, au fond arrondi, était sans doute voûtée en cul-de-four mais sa partie supérieure a disparu,. La petite niche creusée au-dessous de la précédente est moderne, ; peut-être aménagée au XIXe siècle, elle a abrité une statue de la Vierge à l'initiative de la châtelaine de Larroque, selon ce que rapporte la tradition — la pile se trouve à moins de 500 m du château.
Dans sa configuration initiale, les quatre angles de la pile sont accompagnés, à hauteur de la niche, de pilastres qui supportent une  architrave décorée puis une corniche ; le plan rectangulaire du monument suggère une couverture en bâtière.

## Fonction
Comme pour les autres monuments analogues, la pile d'Ordan-Larroque semble être un monument du type cénotaphe, signalant la proximité du tombeau d'une personnalité locale. Les fouilles effectuées à Cassan, un autre site antique de la commune, où se trouvent les vestiges totalement arasés d'une pile, suggèrent l'existence d'un lien entre cette pile, une nécropole et une villa proche. Le même type de rapprochement est fait entre la pile d'Ordan-Larroque et une autre villa antique, située à 800 m, mais depuis laquelle la pile n'est pas visible.

## Galerie

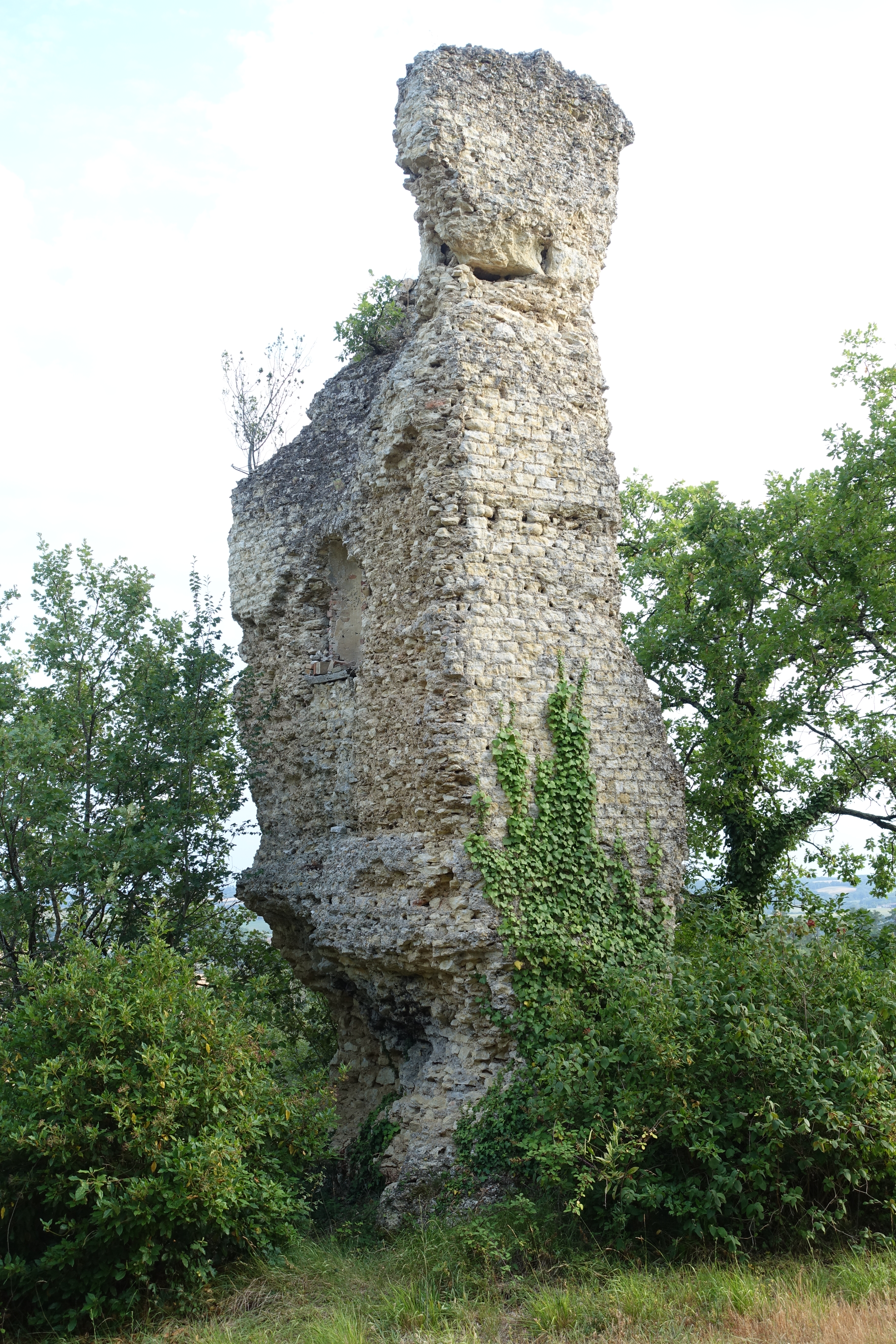
La pile vue depuis la route de César, en arrivant de l'est.
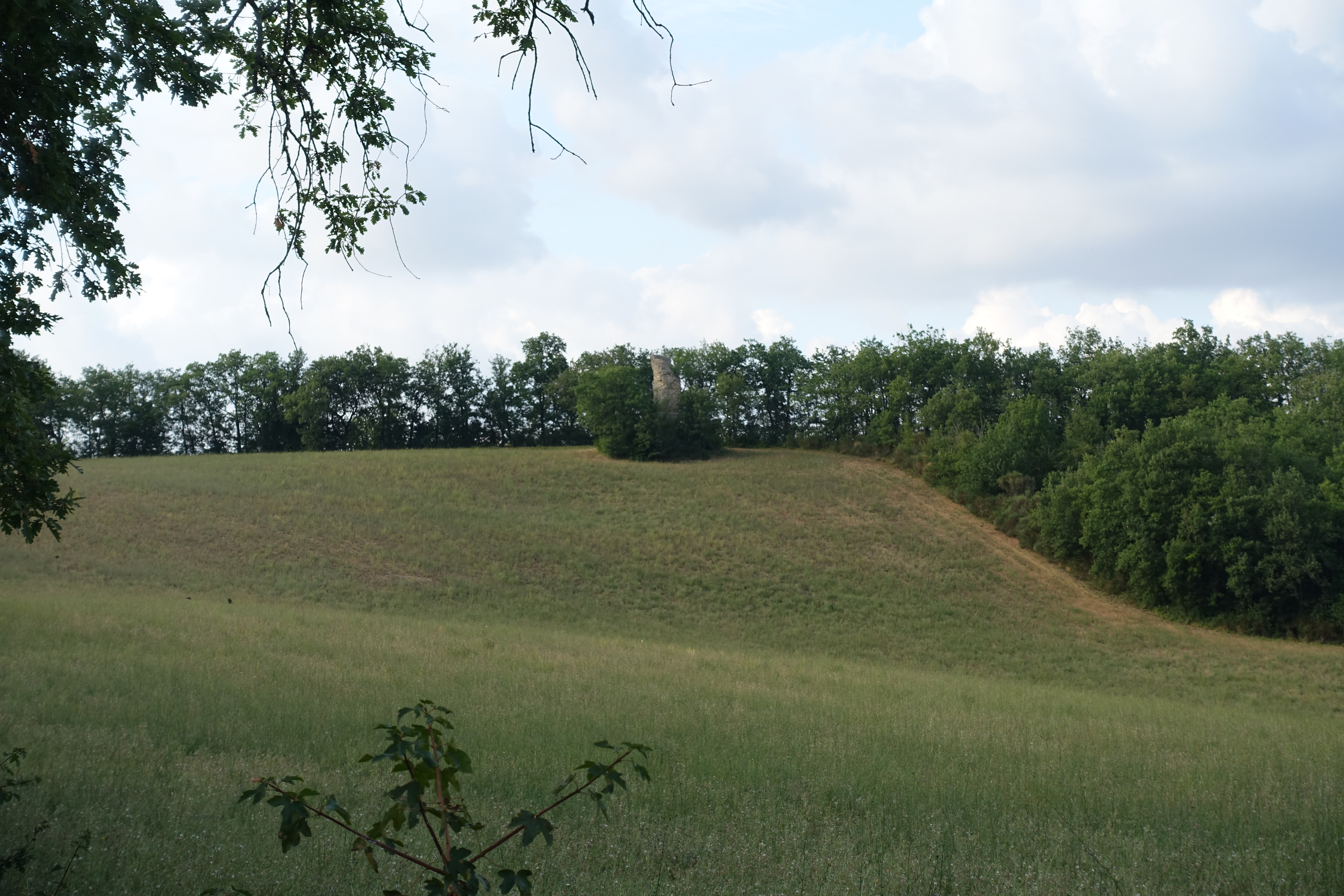
La pile vue depuis le fond du vallon au sud.
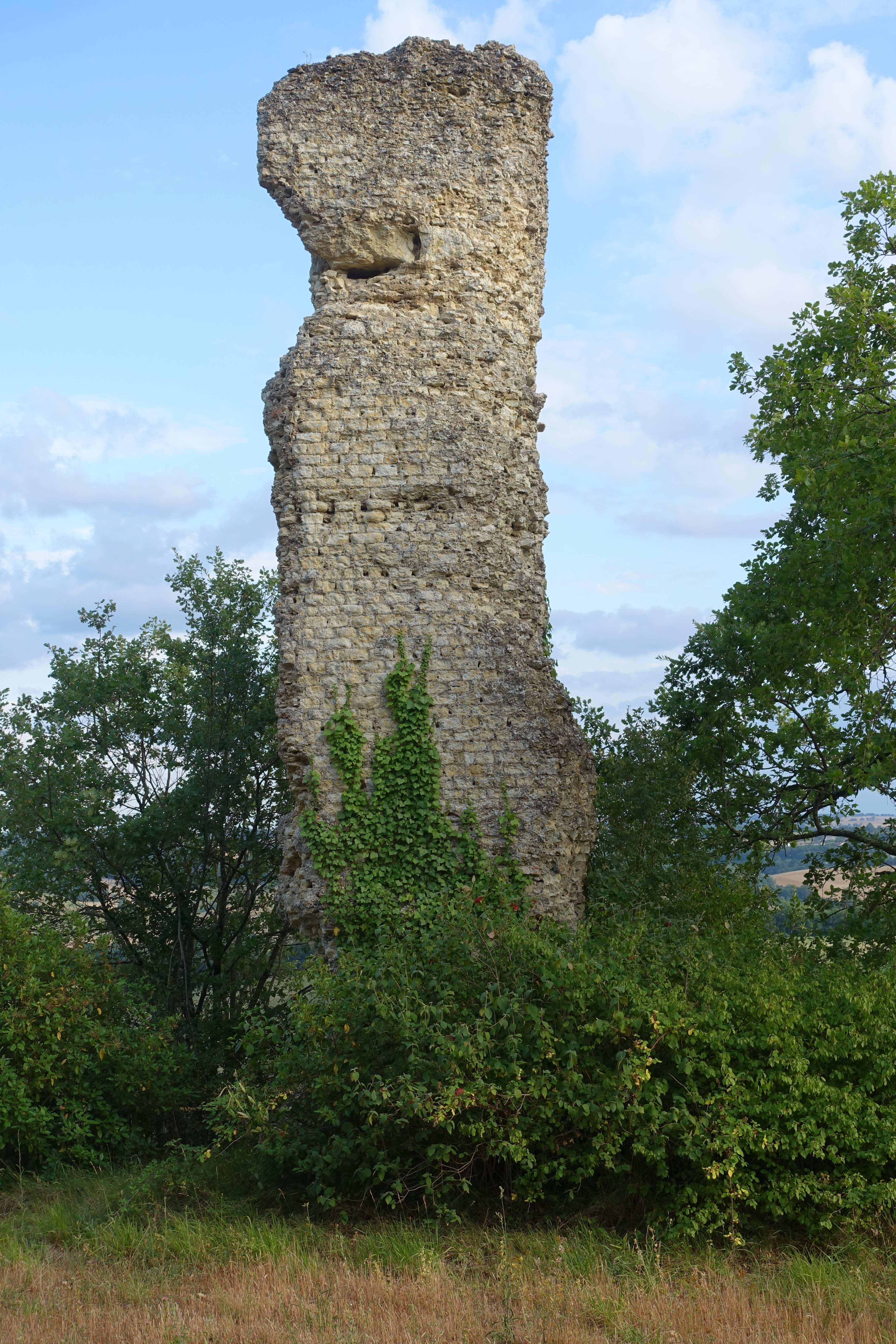
La pile vue depuis le nord.
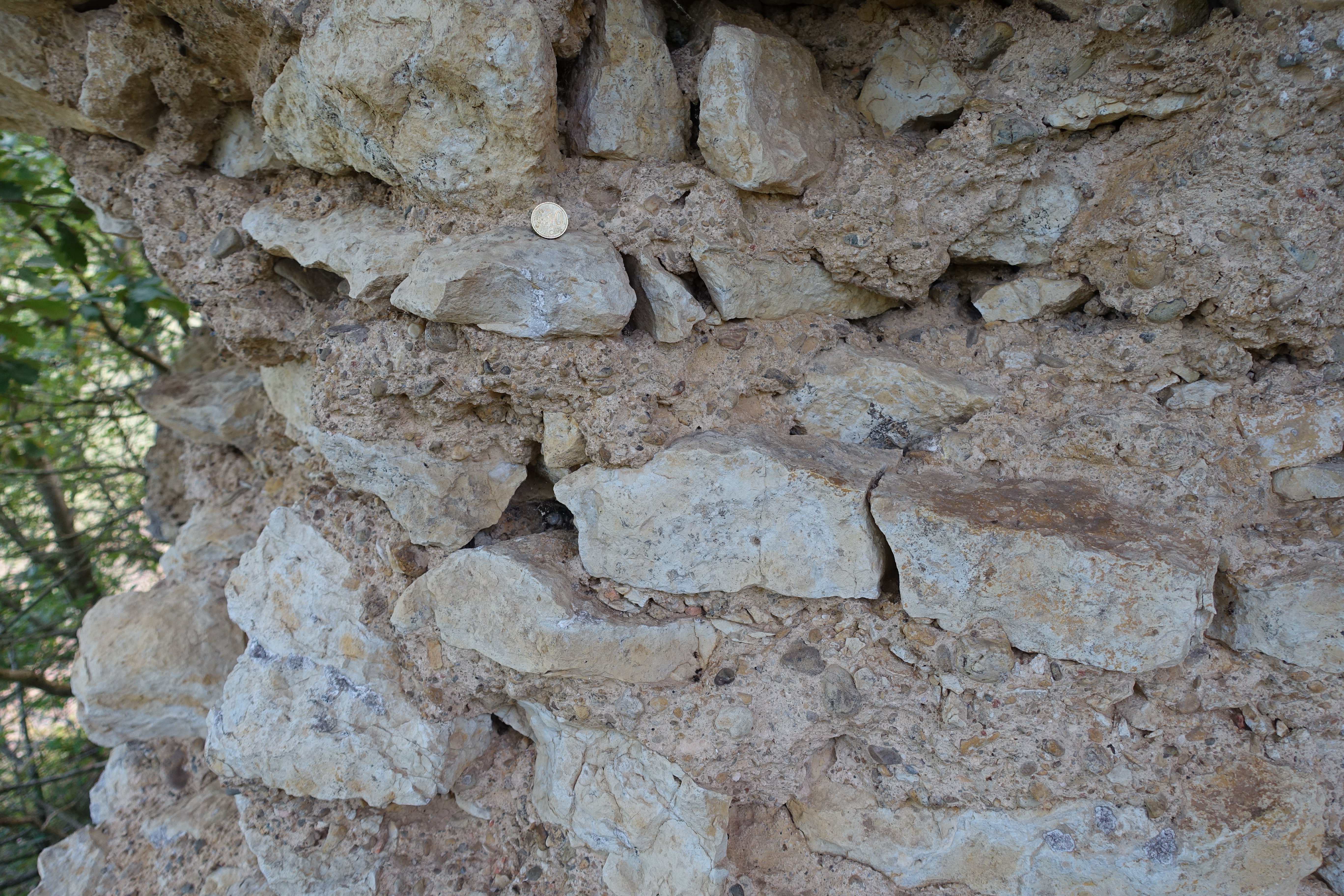
Détail de l'opus caementicium exposé à l'érosion dans la partie basse. La pièce de 10 centimes donne l'échelle.